# Δ-變形菌
δ-變形菌是變形菌中的一類，與ε-變形菌關係最近。